# Cúp bóng đá châu Á 2023 (Bảng E)
Bảng E của Cúp bóng đá châu Á 2023 diễn ra từ ngày 15 đến 25 tháng 1 năm 2024. Bảng đấu bao gồm các đội Hàn Quốc, Malaysia, Jordan và Bahrain. Hai đội đầu bảng là Bahrain và Hàn Quốc cùng với đội xếp thứ ba là Jordan (là một trong bốn đội đứng thứ ba có thành tích tốt nhất) giành quyền vào vòng 16 đội.

## Các đội tuyển
| Vị trí bốc thăm | Đội tuyển | Khu vực | Tư cách vượt qua vòng loại | Ngày vượt qua vòng loại | Tham dự chung kết | Tham dự cuối cùng | Thành tích tốt nhất lần trước | Bảng xếp hạng FIFA | Bảng xếp hạng FIFA |
| Vị trí bốc thăm | Đội tuyển | Khu vực | Tư cách vượt qua vòng loại | Ngày vượt qua vòng loại | Tham dự chung kết | Tham dự cuối cùng | Thành tích tốt nhất lần trước | Tháng 4 nam2 2023  | Tháng 12 năm 2023  |
| --------------- | --------- | ------- | -------------------------- | ----------------------- | ----------------- | ----------------- | ----------------------------- | ------------------ | ------------------ |
| E1              | Hàn Quốc  | EAFF    | Nhất bảng H (vòng 2)       | 9 tháng 6 năm 2021      | 15 lần            | 2019              | Vô địch (1956, 1960)          | 27                 | 23                 |
| E2              | Malaysia  | AFF     | Nhì bảng E (vòng 3)        | 14 tháng 6 năm 2022     | 4 lần             | 2007              | Vòng bảng (1976, 1980, 2007)  | 138                | 130                |
| E3              | Jordan    | WAFF    | Nhất bảng A (vòng 3)       | 14 tháng 6 năm 2022     | 5 lần             | 2019              | Tứ kết (2004, 2011)           | 84                 | 87                 |
| E4              | Bahrain   | WAFF    | Nhất bảng E (vòng 3)       | 14 tháng 6 năm 2022     | 7 lần             | 2019              | Hạng tư (2004)                | 85                 | 86                 |

Ghi chú
1. ↑  Bảng xếp hạng của tháng 4 năm 2023 được áp dụng để xếp các nhóm hạt giống cho lễ buổi bốc thăm.

## Bảng xếp hạng
| VT | Đội      | ST | T | H | B | BT | BB | HS | Đ | Giành quyền tham dự                 |
| -- | -------- | -- | - | - | - | -- | -- | -- | - | ----------------------------------- |
| 1  | Bahrain  | 3  | 2 | 0 | 1 | 3  | 3  | 0  | 6 | Đi tiếp vào vòng đấu loại trực tiếp |
| 2  | Hàn Quốc | 3  | 1 | 2 | 0 | 8  | 6  | +2 | 5 | Đi tiếp vào vòng đấu loại trực tiếp |
| 3  | Jordan   | 3  | 1 | 1 | 1 | 6  | 3  | +3 | 4 | Đi tiếp vào vòng đấu loại trực tiếp |
| 4  | Malaysia | 3  | 0 | 1 | 2 | 3  | 8  | −5 | 1 |                                     |

## Trận đấu

### Hàn Quốc vs Bahrain
| Hàn Quốc                                   | 3–1      | Bahrain           |
| ------------------------------------------ | -------- | ----------------- |
| - Hwang In-beom 38' - Lee Kang-in 56', 69' | Chi tiết | - Al-Hashsash 51' |

| Hàn Quốc | Bahrain |

| GK               | 1  | Kim Seung-gyu     |       |     |
| RB               | 22 | Seol Young-woo    |       |     |
| CB               | 15 | Jung Seung-hyun   |       |     |
| CB               | 4  | Kim Min-jae       | 13'   | 72‎' |
| LB               | 2  | Lee Ki-je         | 28'   | 52‎' |
| RM               | 18 | Lee Kang-in       |       |     |
| CM               | 6  | Hwang In-beom     |       |     |
| CM               | 5  | Park Yong-woo     | 9'    | 82‎' |
| LM               | 10 | Lee Jae-sung      |       |     |
| CF               | 7  | Son Heung-min (c) | 90‎+‎4‎' |     |
| CF               | 9  | Cho Gue-sung      | 61‎'   | 72‎' |
| Thay người:      |    |                   |       |     |
| DF               | 23 | Kim Tae-hwan      |       | 52‎' |
| DF               | 19 | Kim Young-gwon    |       | 72‎' |
| MF               | 8  | Hong Hyun-seok    |       | 72‎' |
| MF               | 16 | Park Jin-seop     |       | 82‎' |
| MF               | 17 | Jeong Woo-yeong   |       | 82‎' |
| Huấn luyện viên: |    |                   |       |     |
| Jürgen Klinsmann |    |                   |       |     |

| GK                 | 22 | Ibrahim Lutfalla     |     |     |
| RB                 | 18 | Mohamed Adel         |     | 72‎' |
| CB                 | 2  | Amine Benaddi        |     | 46‎' |
| CB                 | 3  | Waleed Al Hayam (c)  |     |     |
| LB                 | 19 | Hazza Ali            |     |     |
| RCM                | 13 | Moses Atede          | 45' | 65' |
| CM                 | 6  | Mohamed Al-Hardan    |     |     |
| LCM                | 8  | Mohamed Marhoon      |     |     |
| RW                 | 7  | Ali Madan            | 31' | 82‎' |
| CF                 | 14 | Abdullah Al-Hashsash |     | 66‎' |
| LW                 | 10 | Kamil Al-Aswad       |     |     |
| Thay người:        |    |                      |     |     |
| DF                 | 4  | Sayed Baqer          |     | 46‎' |
| MF                 | 24 | Jasim Khelaif        |     | 65‎' |
| FW                 | 9  | Abdulla Yusuf Helal  |     | 66' |
| MF                 | 20 | Mahdi Al-Humaidan    |     | 72‎' |
| MF                 | 25 | Ibrahim Al-Wali      |     | 82‎' |
| Huấn luyện viên:   |    |                      |     |     |
| Juan Antonio Pizzi |    |                      |     |     |

| Cầu thủ xuất sắc của trận đấu: Lee Kang-in (Hàn Quốc) Trợ lý trọng tài: Chu Phi (Trung Quốc) Trương Thành (Trung Quốc) Trọng tài thứ tư: Yusuke Araki (Nhật Bản) Trợ lý trọng tài dự bị: Mohamad Kazzaz (Syria) Trợ lý trọng tài video: Phó Minh (Trung Quốc) Trợ lý của trọng tài VAR: Hanna Hattab (Syria) Mohamad Kazzaz (Syria) Trợ lý trọng tài dự bị của trọng tài VAR: Toru Kamikawa (Nhật Bản) |

### Malaysia vs Jordan
| Malaysia | 0–4      | Jordan                                        |
| -------- | -------- | --------------------------------------------- |
|          | Chi tiết | - Al-Mardi 12', 32' - Al-Taamari 18' (p), 85' |

| Malaysia | Jordan |

| GK               | 16 | Syihan Hazmi       |  |     |
| CB               | 2  | Matthew Davies (c) |  |     |
| CB               | 15 | Junior Eldstål     |  |     |
| CB               | 21 | Dion Cools         |  |     |
| RM               | 12 | Arif Aiman Hanapi  |  | 63' |
| CM               | 20 | Afiq Fazail        |  | 80' |
| CM               | 8  | Stuart Wilkin      |  |     |
| LM               | 22 | La'Vere Corbin-Ong |  |     |
| RF               | 7  | Faisal Halim       |  | 80' |
| CF               | 9  | Darren Lok         |  | 46' |
| LF               | 26 | Romel Morales      |  | 63' |
| Thay người:      |    |                    |  |     |
| DF               | 3  | Shahrul Saad       |  | 46' |
| MF               | 17 | Paulo Josué        |  | 63' |
| FW               | 19 | Akhyar Rashid      |  | 63' |
| FW               | 13 | Mohamadou Sumareh  |  | 80' |
| FW               | 11 | Safawi Rasid       |  | 80' |
| Huấn luyện viên: |    |                    |  |     |
| Kim Pan-gon      |    |                    |  |     |

| GK               | 1  | Yazid Abu Layla       |       |     |
| RB               | 23 | Ihsan Haddad          |       | 67' |
| CB               | 3  | Abdallah Nasib        |       |     |
| CB               | 5  | Yazan Al-Arab (c)     |       |     |
| LB               | 17 | Salem Al-Ajalin       |       |     |
| CM               | 21 | Nizar Al-Rashdan      | 45+1' | 67' |
| CM               | 8  | Noor Al-Rawabdeh      |       |     |
| RW               | 10 | Musa Al-Taamari       |       | 89' |
| AM               | 9  | Ali Olwan             |       |     |
| LW               | 13 | Mahmoud Al-Mardi      |       | 35' |
| CF               | 11 | Yazan Al-Naimat       |       | 67' |
| Thay người:      |    |                       |       |     |
| DF               | 2  | Mohammad Abu Hasheesh |       | 35' |
| MF               | 14 | Rajaei Ayed           |       | 67' |
| DF               | 16 | Feras Shelbaieh       |       | 67' |
| MF               | 25 | Anas Al-Awadat        |       | 67' |
| FW               | 20 | Hamza Al-Dardour      |       | 89' |
| Huấn luyện viên: |    |                       |       |     |
| Hussein Ammouta  |    |                       |       |     |

| Cầu thủ xuất sắc của trận đấu: Trợ lý trọng tài: Mohamed Al-Hammadi (UAE) Hasan Al-Mahri (UAE) Trọng tài thứ tư: Mohammed Al-Hoaish (Liên đoàn bóng đá Ả Rập Xê Út) Trợ lý trọng tài dự bị: Jumpei Iida (Nhật Bản) Trợ lý trọng tài video: Omar Al-Ali (UAE) Trợ lý của trọng tài VAR: Adel Al-Naqbi (UAE) Jumpei Iida (Nhật Bản) Trợ lý trọng tài dự bị của trọng tài VAR: John Chia Eng Wah (Singapore) |

### Jordan vs Hàn Quốc
| Jordan                                       | 2–2      | Hàn Quốc                                      |
| -------------------------------------------- | -------- | --------------------------------------------- |
| - Park Yong-woo 37' (l.n.) - Al-Naimat 45+6' | Chi tiết | - Son Heung-min 9' (p) - Al-Arab 90+1' (l.n.) |

| Jordan | Hàn Quốc |

| GK               | 1  | Yazid Abu Layla      |     |     |
| RB               | 23 | Ihsan Haddad (c)     | 8'  |     |
| CB               | 3  | Abdallah Nasib       |     |     |
| CB               | 5  | Yazan Al-Arab        | 30' |     |
| LB               | 17 | Salem Al-Ajalin      |     |     |
| RM               | 10 | Musa Al-Taamari      | 18' |     |
| CM               | 14 | Rajaei Ayed          |     | 74' |
| CM               | 21 | Nizar Al-Rashdan     |     | 84' |
| LM               | 13 | Mahmoud Al-Mardi     |     | 73' |
| CF               | 9  | Ali Olwan            |     |     |
| CF               | 11 | Yazan Al-Naimat      |     | 84' |
| Thay người:      |    |                      |     |     |
| DF               | 2  | Mohammad Abu Hashish |     | 73' |
| DF               | 26 | Fadi Awad            |     | 74' |
| MF               | 15 | Ibrahim Sadeh        |     | 84' |
| MF               | 25 | Anas Al-Awadat       |     | 84' |
| Huấn luyện viên: |    |                      |     |     |
| Hussein Ammouta  |    |                      |     |     |

| GK               | 21 | Jo Hyeon-woo      |       |       |
| RB               | 4  | Kim Min-jae       |       |       |
| CB               | 5  | Park Yong-woo     |       | 46'   |
| CB               | 15 | Jung Seung-hyun   |       |       |
| LB               | 22 | Seol Young-woo    |       |       |
| RM               | 2  | Lee Ki-je         |       | 46'   |
| CM               | 18 | Lee Kang-in       |       |       |
| CM               | 6  | Hwang In-beom     | 28'   | 90+4' |
| LM               | 10 | Lee Jae-sung      |       | 69'   |
| CF               | 7  | Son Heung-min (c) |       |       |
| CF               | 9  | Cho Gue-sung      |       | 69'   |
| Thay người:      |    |                   |       |       |
| MF               | 8  | Hong Hyun-seok    |       | 46'   |
| DF               | 23 | Kim Tae-hwan      |       | 46'   |
| FW               | 20 | Oh Hyeon-gyu      | 90+5' | 69'   |
| MF               | 17 | Jeong Woo-yeong   |       | 69'   |
| MF               | 16 | Park Jin-seop     |       | 90+4' |
| Huấn luyện viên: |    |                   |       |       |
| Jürgen Klinsmann |    |                   |       |       |

| Cầu thủ xuất sắc của trận đấu: Son Heung-min (Hàn Quốc) Trợ lý trọng tài: Taleb Al-Marri (Qatar) Saoud Al-Maqaleh (Qatar) Trọng tài thứ tư: Adel Al-Naqbi (UAE) Trợ lý trọng tài dự bị: Mohamed Al-Hammadi (UAE) Trợ lý trọng tài video: Abdulla Al-Marri (Qatar) Trợ lý của trọng tài VAR: Abdulrahman Al-Jassim (Qatar) |

### Bahrain vs Malaysia
| Bahrain       | 1–0      | Malaysia |
| ------------- | -------- | -------- |
| - Madan 90+5' | Chi tiết |          |

| Bahrain | Malaysia |

| GK                 | 22 | Ebrahim Lutfalla    |       |     |
| RB                 | 19 | Hazza Ali           |       | 79' |
| CB                 | 3  | Waleed Al Hayam (c) |       |     |
| CB                 | 4  | Sayed Baqer         |       |     |
| LB                 | 18 | Mohamed Adel        |       |     |
| CM                 | 13 | Moses Atede         |       | 55' |
| CM                 | 6  | Mohamed Al-Hardan   |       |     |
| RAM                | 8  | Mohamed Marhoon     |       | 70' |
| AM                 | 10 | Kamil Al-Aswad      | 45+1' | 71' |
| LAM                | 7  | Ali Madan           |       |     |
| CF                 | 14 | Abdullah Al-Hashash |       | 55' |
| Thay người:        |    |                     |       |     |
| MF                 | 15 | Jasim Al-Shaikh     |       | 55' |
| FW                 | 9  | Abdulla Yusuf Helal |       | 55' |
| FW                 | 20 | Mahdi Al-Humaidan   |       | 70' |
| MF                 | 12 | Ali Hassan Isa      |       | 71' |
| DF                 | 23 | Abdullah Al-Khalasi |       | 79' |
| Huấn luyện viên:   |    |                     |       |     |
| Juan Antonio Pizzi |    |                     |       |     |

| GK               | 16 | Syihan Hazmi       |     |     |
| RB               | 2  | Matthew Davies (c) |     |     |
| RCB              | 3  | Shahrul Saad       | 52' |     |
| CB               | 21 | Dion Cools         |     |     |
| LCB              | 6  | Dominic Tan        |     |     |
| LB               | 22 | La'Vere Corbin-Ong |     |     |
| RM               | 12 | Arif Aiman Hanapi  |     | 75' |
| CM               | 14 | Syamer Kutty Abba  | 19' | 46' |
| CM               | 8  | Stuart Wilkin      |     |     |
| LM               | 7  | Faisal Halim       |     | 84' |
| CF               | 17 | Paulo Josué        |     | 75' |
| Thay người:      |    |                    |     |     |
| MF               | 24 | Natxo Insa         |     | 46' |
| FW               | 19 | Akhyar Rashid      |     | 75' |
| FW               | 26 | Romel Morales      |     | 75' |
| FW               | 13 | Mohamadou Sumareh  |     | 84' |
| Huấn luyện viên: |    |                    |     |     |
| Kim Pan-gon      |    |                    |     |     |

| Cầu thủ xuất sắc của trận đấu: Ali Madan (Bahrain) Trợ lý trọng tài: Abu Bakar Al-Amri (Oman) Rashid Al-Ghaithi (Oman) Trọng tài thứ tư: Mohanad Qasim Sarray (Iraq) Trợ lý trọng tài dự bị: Ahmed Al-Baghdadi (Iraq) Trợ lý trọng tài video: Omar Al-Ali (UAE) Trợ lý của trọng tài VAR: Shaun Evans (Úc) |

### Hàn Quốc vs Malaysia
| Hàn Quốc                                                          | 3–3      | Malaysia                                   |
| ----------------------------------------------------------------- | -------- | ------------------------------------------ |
| - Jeong Woo-yeong 21' - Lee Kang-in 83' - Son Heung-min 90+4' (p) | Chi tiết | - Faisal 51' - Arif 62' (p) - Romel 90+15' |

| Hàn Quốc | Malaysia |

| GK               | 21 | Jo Hyeon-woo      |     |        |
| RB               | 23 | Kim Tae-hwan      |     |        |
| CB               | 19 | Kim Young-gwon    |     |        |
| CB               | 4  | Kim Min-jae       |     |        |
| LB               | 22 | Seol Young-woo    |     | 75'    |
| CM               | 6  | Hwang In-beom     |     | 62'    |
| CM               | 17 | Jeong Woo-yeong   |     | 75'    |
| RW               | 18 | Lee Kang-in       |     |        |
| AM               | 7  | Son Heung-min (c) |     |        |
| LW               | 10 | Lee Jae-sung      | 19' | 90+11' |
| CF               | 9  | Cho Gue-sung      |     | 62'    |
| Thay người:      |    |                   |     |        |
| FW               | 11 | Hwang Hee-chan    |     | 62'    |
| MF               | 8  | Hong Hyun-seok    |     | 62'    |
| DF               | 3  | Kim Jin-su        |     | 75'    |
| FW               | 20 | Oh Hyeon-gyu      |     | 75'    |
| MF               | 5  | Park Yong-woo     |     | 90+11' |
| Huấn luyện viên: |    |                   |     |        |
| Jürgen Klinsmann |    |                   |     |        |

| GK               | 16 | Syihan Hazmi       |  |        |
| CB               | 3  | Shahrul Saad       |  |        |
| CB               | 21 | Dion Cools (c)     |  |        |
| CB               | 6  | Dominic Tan        |  | 84'    |
| RM               | 4  | Daniel Ting        |  |        |
| CM               | 18 | Brendan Gan        |  | 90+11' |
| CM               | 8  | Stuart Wilkin      |  |        |
| LM               | 22 | La'Vere Corbin-Ong |  |        |
| RF               | 12 | Arif Aiman Hanapi  |  | 84'    |
| CF               | 9  | Darren Lok         |  | 73'    |
| LF               | 7  | Faisal Halim       |  | 83'    |
| Thay người:      |    |                    |  |        |
| FW               | 17 | Paulo Josué        |  | 73'    |
| MF               | 14 | Syamer Kutty Abba  |  | 83'    |
| DF               | 15 | Junior Eldstål     |  | 83'    |
| FW               | 19 | Akhyar Rashid      |  | 75'    |
| FW               | 26 | Romel Morales      |  | 90+11' |
| Huấn luyện viên: |    |                    |  |        |
| Kim Pan-gon      |    |                    |  |        |

| Cầu thủ xuất sắc của trận đấu: Lee Kang-in (Hàn Quốc) Trợ lý trọng tài: Zaid Al-Shammari (Ả Rập Xê Út) Yasir Al-Sultan (Ả Rập Xê Út) Trọng tài thứ tư: Abdulrahman Al-Jassim (Qatar) Trợ lý trọng tài dự bị: Watheq Al-Swaiedi (Iraq) Trợ lý trọng tài video: Trợ lý của trọng tài VAR: Abdulla Al-Marri (Qatar) Trợ lý trọng tài dự bị của trọng tài VAR: Mohammed Al Hoish (Ả Rập Xê Út) |

### Jordan vs Bahrain
| Jordan | 0–1      | Bahrain     |
| ------ | -------- | ----------- |
|        | Chi tiết | - Yusuf 34' |

| Jordan | Bahrain |

| GK               | 1  | Yazid Abu Layla      |     |     |
| CB               | 3  | Abdallah Nasib       |     |     |
| CB               | 19 | Anas Bani Yaseen (c) |     |     |
| CB               | 17 | Salem Al-Ajalin      | 56' | 85' |
| RM               | 16 | Feras Shelbaieh      |     |     |
| CM               | 26 | Fadi Awad            |     |     |
| CM               | 14 | Rajaei Ayed          |     | 74' |
| LM               | 2  | Mohammad Abu Hashish |     |     |
| RF               | 24 | Youssef Abu Jalbosh  |     | 85' |
| CF               | 11 | Yazan Al-Naimat      |     | 74' |
| LF               | 9  | Ali Olwan            | 67' | 74' |
| Thay người:      |    |                      |     |     |
| MF               | 15 | Ibrahim Sadeh        |     | 74' |
| MF               | 25 | Anas Al-Awadat       |     | 74' |
| FW               | 20 | Hamza Al-Dardour     |     | 74' |
| DF               | 4  | Bara' Marei          |     | 85' |
| MF               | 18 | Saleh Rateb          |     | 85' |
| Huấn luyện viên: |    |                      |     |     |
| Hussein Ammouta  |    |                      |     |     |

| GK                 | 22 | Ebrahim Lutfalla      |  |     |
| RB                 | 18 | Mohamed Adel          |  | 81' |
| CB                 | 4  | Sayed Baqer           |  |     |
| CB                 | 3  | Waleed Al Hayam (c)   |  |     |
| LB                 | 23 | Abdullah Al-Khalasi   |  |     |
| CM                 | 15 | Jasim Al-Shaikh       |  |     |
| CM                 | 6  | Mohamed Al-Hardan     |  | 81' |
| RW                 | 7  | Ali Madan             |  | 62' |
| AM                 | 10 | Kamil Al-Aswad        |  | 63' |
| LW                 | 8  | Mohamed Marhoon       |  | 71' |
| CF                 | 9  | Abdulla Yusuf Helal   |  |     |
| Thay người:        |    |                       |  |     |
| MF                 | 16 | Mohammed Abdul Qayoom |  | 62' |
| FW                 | 20 | Mahdi Al-Humaidan     |  | 63' |
| MF                 | 11 | Ebrahim Al-Khattal    |  | 71' |
| MF                 | 25 | Ibrahim Al-Wali       |  | 81' |
| DF                 | 26 | Hussain Al-Eker       |  | 81' |
| Huấn luyện viên:   |    |                       |  |     |
| Juan Antonio Pizzi |    |                       |  |     |

| Cầu thủ xuất sắc của trận đấu: Abdulla Yusuf Helal (Bahrain) Trợ lý trọng tài: Mohamed Al-Hammadi (UAE) Hasan Al-Mahri (UAE) Trọng tài thứ tư: Mã Ninh (Trung Quốc) Trợ lý trọng tài dự bị: Chu Phi (Trung Quốc) Trợ lý trọng tài video: Mohammed Abdulla Hassan Mohamed (UAE) Trợ lý của trọng tài VAR: Adel Al-Naqbi (UAE) |

## Kỷ luật của bảng đấu
Điểm kỷ luật sẽ được sử dụng làm điểm hòa nếu thành tích chung cuộc và thành tích đối đầu của các đội bằng nhau. Số thẻ này được tính dựa trên số thẻ vàng và thẻ đỏ nhận được trong tất cả các trận đấu vòng bảng như sau:
- thẻ vàng thứ nhất: trừ 1 điểm;
- thẻ đỏ gián tiếp (thẻ vàng thứ hai): trừ 3 điểm;
- thẻ đỏ trực tiếp: trừ 4 điểm;
- thẻ vàng và thẻ đỏ trực tiếp: trừ 5 điểm;

Chỉ một trong số các khoản khấu trừ trên có thể được áp dụng cho một cầu thủ trong một trận đấu duy nhất.
| Đội tuyển | Trận 1   | Trận 1                                    | Trận 1 | Trận 1            | Trận 2   | Trận 2                                    | Trận 2 | Trận 2            | Trận 3   | Trận 3                                    | Trận 3 | Trận 3            | Điểm |
| Đội tuyển | Thẻ vàng | Thẻ vàng · Thẻ vàng-đỏ (thẻ đỏ gián tiếp) | Thẻ đỏ | Thẻ vàng · Thẻ đỏ | Thẻ vàng | Thẻ vàng · Thẻ vàng-đỏ (thẻ đỏ gián tiếp) | Thẻ đỏ | Thẻ vàng · Thẻ đỏ | Thẻ vàng | Thẻ vàng · Thẻ vàng-đỏ (thẻ đỏ gián tiếp) | Thẻ đỏ | Thẻ vàng · Thẻ đỏ | Điểm |
| --------- | -------- | ----------------------------------------- | ------ | ----------------- | -------- | ----------------------------------------- | ------ | ----------------- | -------- | ----------------------------------------- | ------ | ----------------- | ---- |
| Malaysia  |          |                                           |        |                   | 2        |                                           |        |                   |          |                                           |        |                   | –2   |
| Bahrain   | 2        |                                           |        |                   | 1        |                                           |        |                   |          |                                           |        |                   | –3   |
| Jordan    | 1        |                                           |        |                   | 3        |                                           |        |                   | 2        |                                           |        |                   | –6   |
| Hàn Quốc  | 5        |                                           |        |                   | 2        |                                           |        |                   | 1        |                                           |        |                   | –8   |